# Simon von Schöneck
Simon von Schöneck (* ? ; † 22. Oktober 1291, in Frankenthal (Pfalz)) war von 1283 bis zu seinem Tod Bischof von Worms.

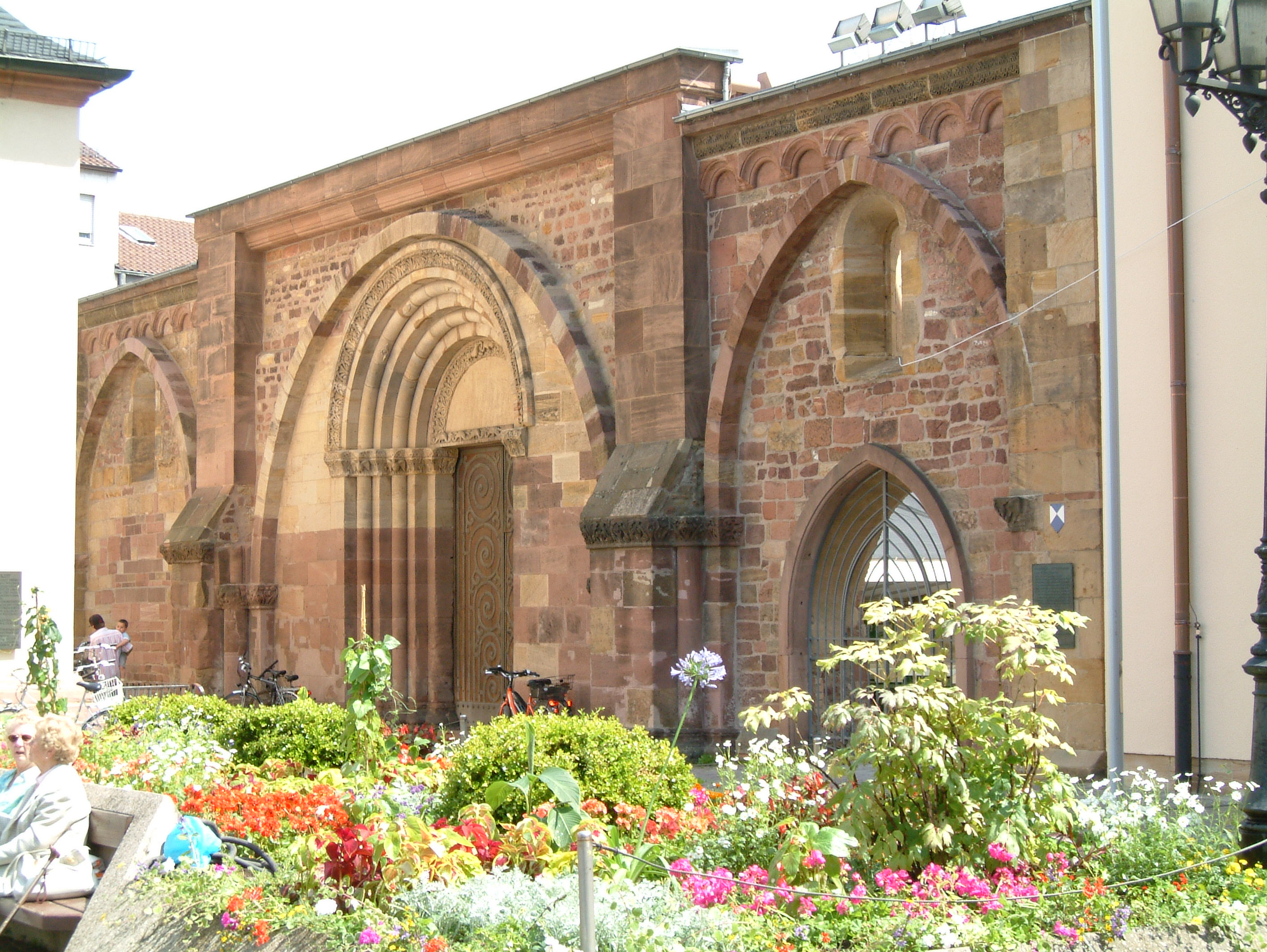
Ruine der Klosterkirche Frankenthal, Beisetzungsort von Bischof Simon

## Werdegang
Simon war der Sohn Philipps I. von Schöneck und seiner Gattin Aleidis von Steckelberg. Bischof Emmerich von Schöneck war sein Bruder, Konrad IV. von Schöneck sein Neffe.
Vor seiner Wahl zum Wormser Bischof 1283 war er Domdekan in Mainz sowie Propst des dortigen Stiftes St. Viktor und des Stiftes St. Peter und Alexander in Aschaffenburg. 1268 erscheint er als Archidiakon des Landkapitels Bensheim.
Während seiner acht Jahre, drei Monate und vier Tage währenden Regentschaft erwarb er sich große Meriten und erlangte – wie der Wormser Chronist Friedrich Zorn (1538–1610) schreibt – wegen seiner Ehrbarkeit, großen Tugend und geistlichen Wandels den Beinamen Spiegel der Geistlichen. 1290 weihte er die neue Kirche des Klosters Kirschgarten vor den Toren von Worms und den Hochaltar dort.
Simon starb am 21. November 1291 in Frankenthal und wurde in der Kirche des dortigen Klosters, vor dem Hochaltar, beigesetzt.